# Comitatul Baltimore, Maryland
Comitatul Baltimore, conform originalului din limba engleză, Baltimore County, este unul din cele 23 de comitate ale statului american Maryland. Conform recensământului Statelor Unite Census 2000, efectuat de United States Census Bureau, populația totală era de 33.625 de locuitori. Reședința comitatului este orașul Towson GR6. Denominarea Baltimore County este 005 pe lista comitatelor statului, iar codul său FIPS este 24 - 005 Arhivat în 6 iunie 2011, la Wayback Machine..

## Demografie
|  | Graficele sunt indisponibile din cauza unor probleme tehnice. Mai multe informații se găsesc la Phabricator și la wiki-ul MediaWiki. |

Date: Wikidata - grafică realizată de Wikipedia